# Jim Elliot
Philip James Elliot (8 de octubre de 1927 - 8 de enero de 1956) fue un misionero cristiano estadounidense y una de las cinco personas asesinadas durante la Operación Auca, un intento de evangelizar al pueblo Huaorani de Ecuador.

## Biografía
Elliot nació en la ciudad de Portland, Oregón, hijo de Fred y Clara Elliot. Fred era de ascendencia escocesa; sus abuelos fueron los primeros de su familia en establecerse en América del Norte. Los padres de Clara se mudaron cerca de principios del siglo XX de Suiza al este de Washington, donde operaban un gran rancho. Se conocieron en Portland, donde Clara estudiaba para ser quiropráctica y Fred, que se había dedicado al ministerio cristiano, trabajaba como predicador itinerante con el movimiento de los Hermanos de Plymouth. Robert, su primer hijo, nació en 1921 mientras vivían en Seattle, y lo siguieron Herbert, Jim y Jane, quienes nacieron después de que la familia se mudara a Portland. Los padres de Elliot tenían creencias cristianas firmes y criaron a sus hijos en consecuencia, llevándolos a la iglesia y leyendo la Biblia con regularidad. Elliot profesó fe en Jesús a la edad de seis años y creció en un hogar donde se imponían la obediencia y la honestidad. Los padres de Elliot alentaron a sus hijos a ser aventureros y los alentaron a "vivir para Cristo".
En el año de 1941, Elliot ingresó a la escuela secundaria politécnica de Benson, donde estudió dibujo arquitectónico. Allí participó en numerosas actividades, incluyendo el periódico escolar, el equipo de lucha libre, obras de teatro escolares y el club de oratoria. Su habilidad para actuar llevó a algunos de los maestros de la escuela a sugerir que siguiera la actuación como carrera, y sus habilidades oratorias fueron elogiadas de manera similar, después de que Elliot preparó y pronunció un discurso en honor del presidente Franklin D. Roosevelt horas después de su muerte, un miembro de la facultad lo elogió.
Elliot usó su habilidad de orador, un compañero de clase cuenta cómo Elliot citó la Biblia al presidente del alumnado como explicación de su negativa a asistir a una fiesta escolar. En otra ocasión, Elliot se arriesgó a ser expulsado del club de oratoria al negarse a dar un discurso político, creyendo que los cristianos no debían involucrarse en política. Pacifista, rechazó la idea de usar la fuerza para eliminar la esclavitud en África, y estaba dispuesto a presentarse como objetor de conciencia si hubiera sido reclutado para servir en la Segunda Guerra Mundial.

## Partiendo hacia Ecuador
En el verano del año 1950, mientras estaba en Camp Wycliffe (escuela de entrenamiento lingüístico de Cameron Townsend en Oklahoma), Elliot practicó las habilidades necesarias para escribir un idioma por primera vez trabajando con un ex misionero del pueblo quechua. El misionero le habló de los Huaorani, también llamados "Auca", la palabra quichua para "salvaje", un grupo de indígenas ecuatorianos considerados violentos y peligrosos para los foráneos. Elliot no estaba seguro de ir a Ecuador o India hasta julio. Sus padres y amigos se preguntaron si, en cambio, podría ser más efectivo en el ministerio juvenil en los Estados Unidos, pero considerando que la iglesia local estaba "bien alimentada", sintió que las misiones internacionales deberían tener prioridad.
Luego de culminar sus estudios lingüísticos, Elliot solicitó un pasaporte y comenzó a hacer planes con su amigo Bill Cathers para partir hacia Ecuador. Sin embargo, a los dos meses Cathers le informó que planeaba casarse, por lo que le fue imposible acompañar a Elliot como lo habían planeado. En cambio, Elliot pasó el invierno y la primavera de 1951 trabajando con su amigo Ed McCully en Chester, Illinois, dirigiendo un programa de radio, predicando en las cárceles, organizando mítines de evangelización y enseñando en la escuela dominical.
McCully se casó más tarde ese verano, lo que obligó a Elliot a buscar en otra parte a un hombre soltero con quien pudiera comenzar a trabajar en Ecuador. Ese hombre resultó ser Pete Fleming, un graduado de la Universidad de Washington con una licenciatura en filosofía. Mantuvo correspondencia frecuente con Elliot, y en septiembre estaba convencido de su llamado a Ecuador. Mientras tanto, Elliot visitó a amigos en la costa este, incluida su futura esposa, Elisabeth. En su diario escribió la esperanza de que pudieran casarse, pero al mismo tiempo sintió que estaba llamado a irse a Ecuador sin ella. Elliot regresó a Portland en noviembre y comenzó a prepararse para salir del país.

## Ecuador
Elliot y Fleming llegaron a Ecuador el 21 de febrero de 1952 con el propósito de evangelizar a los indígenas quechuas de Ecuador. Primero se quedaron en Quito y luego se mudaron a la selva. Se instalaron en la estación misionera de Shandia. El 8 de octubre de 1953, se casó con la exalumna y misionera de Wheaton, Elisabeth Howard. La boda fue una sencilla ceremonia civil celebrada en Quito. Ed y Marilou McCully fueron los testigos. Luego, la pareja se fue de luna de miel a Panamá y Costa Rica y luego regresó a Ecuador. Su única hija, Valerie, nació el 27 de febrero de 1955. Mientras trabajaba con los indios quechuas, Elliot comenzó a prepararse para llegar a los huaorani.[cita requerida]
Elliot y su grupo ( Ed McCully, Roger Youderian, Pete Fleming y su piloto, Nate Saint ) se pusieron en contacto desde su avión Piper PA-14 con los Huaorani usando un altavoz y una canasta para repartir regalos. Después de varios meses, los hombres decidieron construir una base a poca distancia del pueblo amerindio, a lo largo del río Curaray. Allí fueron abordados una vez por un pequeño grupo de Huaorani e incluso dieron un paseo en avión a un Huaorani curioso a quien llamaron "George" (su verdadero nombre era Naenkiwi). Animados por estos encuentros amistosos, iniciaron planes para visitar a los Huaorani. Sus planes se vieron superados por la llegada de un grupo más grande de unos 10 guerreros Huaorani, que mataron a Elliot y sus cuatro compañeros el 8 de enero de 1956. Jim Elliot fue el primero de los cinco misioneros asesinados cuando él y Peter Fleming saludaban a dos de esos atacantes. El cuerpo de Elliot fue encontrado río abajo, junto con los de los otros hombres. El cuerpo de Ed McCully fue encontrado aún río abajo.

## Legado

Wheaton College en conmemoración de Elliot y Ed McCully

La revista Life publicó un artículo de diez páginas sobre la misión y la muerte de Elliot y sus amigos. Después de su muerte, su esposa Elisabeth Elliot y otros misioneros comenzaron a trabajar entre los huaorani, donde continuaron con la labor evangelística. Más tarde publicó dos libros, Shadow of the Almighty: The Life and Testament of Jim Elliot y Through Gates of Splendor, que describen la vida y la muerte de su esposo. En 1991, se creó la Escuela Cristiana Jim Elliot en Denver, Colorado . En 1997, se fundó la escuela secundaria cristiana Jim Elliot en Lodi, California .
En 2002, se estrenó un documental basado en la historia, titulado Más allá de las puertas del esplendor . En 2003, un musical basado en la historia de Jim y Elisabeth Elliot, titulado Love Above All, fue presentado en el Victoria Concert Hall en Singapur por Mount Carmel Bible-Presbyterian Church. Este musical se representó por segunda vez en 2007 en el Centro Cultural Universitario NUS. En 2006, se estrenó una película teatral, titulada End of the Spear, basada en la historia del piloto, Nate Saint, y el viaje de regreso del hijo de Saint, Steve Saint, intentando llegar a los nativos de Ecuador.

## Videografía
- Beyond Gates of Splendor, 2004..
- Torchlighters: The Jim Elliot Story (2005 animation)
- End of the Spear (2006 feature film)
- Steve Saint: The Jungle Missionary (2007 documentary)